# F.C. Castiglione
FC Castiglione SSD (trước đây là FC Sterilgarda Castiglione ASD) là một câu lạc bộ bóng đá Ý, có trụ sở tại Castiglione delle Stiviere, Lombardy.

## Lịch sử
Câu lạc bộ được thành lập vào năm 2008 với tên FC Castiglione Savoia ASD, sau khi sáp nhập Nuova AC Marmirolo (với việc chuyển nhượng danh hiệu thể thao Eccellenza) của Marmirolo và đội ASD Savoia từ Terza Cargetoria Mantova. Trong mùa giải 200910, câu lạc bộ đã được thăng hạng từ Eccellenza Lombardy sang Serie D.
Vào mùa hè năm 2010, câu lạc bộ đã đổi tên thành "FC Sterilgarda Castiglione ASD", theo tên của nhà tài trợ chính của họ, Sterilgarda Foods Sp A., công ty sữa nổi tiếng.
Trong mùa giải 2011-12 Serie D, Sterilgarda Castiglione lần đầu tiên được thăng hạng Lega Pro Seconda Divisione. Nhà tài trợ, dù sao, đã rút lại sự hỗ trợ của mình và câu lạc bộ đã đổi tên thành tên hiện tại. Sau hai mùa giải, nó đã bị rớt xuống Serie D, vào năm 2014, đội bóng đã giành chiến thắng ở bảng B nhưng sau đó tuyên bố từ bỏ việc thăng hạng vì vấn đề kinh tế để tập trung vào bóng đá trẻ. Tuy nhiên, đội hình chính đã bước vào Terza Cargetoria Bresciana cho mùa giải 2015-16.

## Màu sắc và huy hiệu
Màu sắc của đội là xanh dương và đỏ.